# Allognosta annulifemur
Allognosta annulifemur är en tvåvingeart som beskrevs av Günther Enderlein 1921. Allognosta annulifemur ingår i släktet Allognosta och familjen vapenflugor.
Artens utbredningsområde är Sri Lanka. Inga underarter finns listade i Catalogue of Life.